# Psychotria waasii
Psychotria waasii är en måreväxtart som beskrevs av Seymour Hans Sohmer. Psychotria waasii ingår i släktet Psychotria och familjen måreväxter. Inga underarter finns listade i Catalogue of Life.